# Plan de la Cuadrilla
Plan de la Cuadrilla är en ort i Mexiko.   Den ligger i kommunen Tlatlaya och delstaten Mexiko, i den södra delen av landet, 150 km sydväst om huvudstaden Mexico City. Plan de la Cuadrilla ligger 1 378 meter över havet och antalet invånare är 176.
Terrängen runt Plan de la Cuadrilla är kuperad österut, men västerut är den bergig. Plan de la Cuadrilla ligger uppe på en höjd. Runt Plan de la Cuadrilla är det ganska glesbefolkat, med 47 invånare per kvadratkilometer. Närmaste större samhälle är Santa Ana Zicatecoyan, 3,7 km sydväst om Plan de la Cuadrilla. I omgivningarna runt Plan de la Cuadrilla växer huvudsakligen savannskog.